# 巴斯蒂达潘卡拉纳
巴斯蒂达潘卡拉纳（義大利語：Bastida Pancarana），是意大利帕维亚省的一个市镇。总面积13.36平方公里，人口1031人，人口密度77.2人/平方公里（2009年）。国家统计（ISTAT）代码为018011。